# Hubert Cramer-Berke
Hubert Cramer-Berke (* 26. September 1886 in Essen; † nach 1928) war ein deutscher Landschafts- und Industriemaler sowie Radierer der Düsseldorfer Schule. Cramer-Berke studierte Malerei an der Kunstakademie Düsseldorf. Laut Mitteilung der Familie starb er Ende der 1920er Jahre an einer Sepsis als Folge einer Wundinfektion.